# Іон Куцелаба
Іон Куцелаба (Молд: Ion Cuțelaba) (Нар. 14 лютого 1993) — молдавський професійний боєць, що виступає у промоушені Ultimate Fighting Championship.

## Біографія
Народився і виріс у Кишиневі, розпочав свої тренування коли був підлітком. Тоді-ж займався греко-римською боротьбою, самбо, дзюдо і став чемпіоном країни з усіх цих єдиноборств.
У 2012 році був представником Молдови на чемпіонаті Європи по самбо і став переможцем у категорії 90 кг.

## Кар'єра у ММА
Професійний дебют відбувся у 2012 році. Він брав участь у різних регіональних змаганнях на Сході Європи, де зібрав статистику 11-1-1.
У 2016 підписав контракт з UFC. 18 квітня він дебютував на UFC Fight Night 89 і програв Міші Циркунову через удушення. На разі, це його єдина передчасна поразка.
На UFC Fight Night 96, що відбувся 1 жовтня того-ж року, відбувся його другий професійний бій що закінчився перемогою над Джонатаном Вілсоном одностороннім рішенням.
На The Ultimate Fighter 24 Finale, що відбувся 3 грудня того-ж року, він зустрівся з Джаредом Кенноніром та програв одностороннім рішенням. Цей бій став боєм ночі.
На UFC Fight Night 110, що відбувся 11 червня 2017, переміг Енріке де Сільву нокаутом у першому раунді.
На UFC 217 мав зустрітися з Гаджімурадом Антігуловим. У зв'язку з травмою останнього, змінним опонентом став поляк Міхал Олексійчук. Проте, за день до двобою Куцелаба був відсторонений від змагань через імовірне вживання допінгу.

## Статистика
| Професійна кар'єра бійця |            |           |
| Боїв 18                  | Перемог 18 | Поразок 0 |
| Нокаут                   | 8          | 0         |
| Здача                    | 8          | 0         |
| Рішення суддів           | 2          | 0         |

| Результат     | Рекорд | Суперник          | Спосіб                    | Турнір                                               | Дата            | Раунд | Час   | Місце                  | Примітки |
| ------------- | ------ | ----------------- | ------------------------- | ---------------------------------------------------- | --------------- | ----- | ----- | ---------------------- | -------- |
| Поразка       | 29-7   | Гловер Тейшейра   | Задушливий прийом (ззаду) | UFC Fight Night: Jacaré vs. Hermansson               | 27 квітня 2019  | 2     | 3:37  | Санрайз, Флорида, США  |          |
| Перемога      | 13-3-1 | Енріке де Сільва  | Нокаут                    | UFC Fight Night: Lewis vs. Hunt                      | 11 червня 2017  | 1     | 00:22 | Аукланд, Нова Зеландія |          |
| Поразка       | 12-3-1 | Джарред Кеннонір  | Рішення (одностороннє)    | The Ultimate Fighter: Tournament of Champions Finale | 3 грудня 2016   | 3     | 5:00  | Лас-Вегас, США         |          |
| Перемога      | 12-1-1 | Джонатан Вілсон   | Рішення (одностороннє)    | UFC Fight Night: Lineker vs. Dodson                  | 6 жовтня 2016   | 3     | 5:00  | Портланд, США          |          |
| Поразка       | 11-1-1 | Міша Циркунов     | Підкорення                | UFC Fight Night: MacDonald vs. Thompson              | 18 червня 2016  | 3     | 1:22  | Оттава, Канада         |          |
| Перемога      | 11-1-1 | Малік Мерад       | Нокаут                    | WWFC: Cage Encounter 4                               | 15 вересня 2015 | 1     | 0:08  | Париж, Франція         |          |
| Перемога      | 10-1-1 | Віталій Отніщенко | Підкорення (омоплата)     | WWFC: Cage Encounter 3                               | 28 лютого 2015  | 1     | 2:37  | Київ, Україна          |          |
| Перемога      | 9-1-1  | Юрій Горбенко     | Нокаут                    | WWFC: Ukraine Selection 5                            | 13 лютого 2015  | 1     | 1:10  | Київ, Україна          |          |
| Перемога      | 8-1-1  | Ізідор Бунеа      | Нокаут                    | WWFC: Cage Encounter 2                               | 13 грудня 2014  | 1     | 1:13  | Кишинів, Молдова       |          |
| Перемога      | 7-1-1  | Александру Стойка | Нокаут                    | WWFC: Cage Encounter 1                               | 14 червня 2014  | 1     | 0:7   | Кишинів, Молдова       |          |
| Перемога      | 6-1-1  | Констянтит Падуре | Нокаут                    | CSA FC: Adrenaline                                   | 14 квітня 2014  | 1     | 1:05  | Кишинів, Молдова       |          |
| Перемога      | 5-1-1  | Ігор Горкун       | Нокаут                    | GEFC: Battle on the Gold Mountain                    | 26 липня 2014   | 1     | 0:28  | Ужгород, Україна       |          |
| Поразка       | 4-1-1  | Михайло Андрузяк  | Дискваліфікація           | CWFC 58                                              | 21 грудня 2013  | 1     | 4:07  | Грозний, Росія         |          |
| Помилка судді | 4-0-1  | Мурод Хантураєв   | Помилка судді             | Alash Pride: Grand Prix 2013                         | 7 липня 2013    | 1     | 0:24  | Алмати, Казахстан      |          |
| Перемога      | 4-0    | Анатолій Сіумак   | Здача (Придушення ззаду)  | ECSF: Battle of Bessarabia                           | 24 березня 2013 | 2     | 0:29  | Кишинів Молдова, Росія |          |
| Перемога      | 3-0    | Ігор Кукурудзяк   | Підкорення (Омоплата)     | ECSF: Adrenaline                                     | 14 грудня 2013  | 1     | 0:42  | Кишинів, Молдова       |          |
| Перемога      | 2-0    | Джуліан Чіліков   | TKO (Удари руками)        | The Battle For Ruse                                  | 22 липня 2012   | 1     | 0:25  | Русе, Болгарія         |          |
| Перемога      | 1-0    | Даглар Гасімов    | TKO (Удари руками)        | CIS: Cup                                             | 5 квітня 2012   | 1     | 0:27  | Нижній Новгород, Росія |          |